# Tysklands författningsdomstol

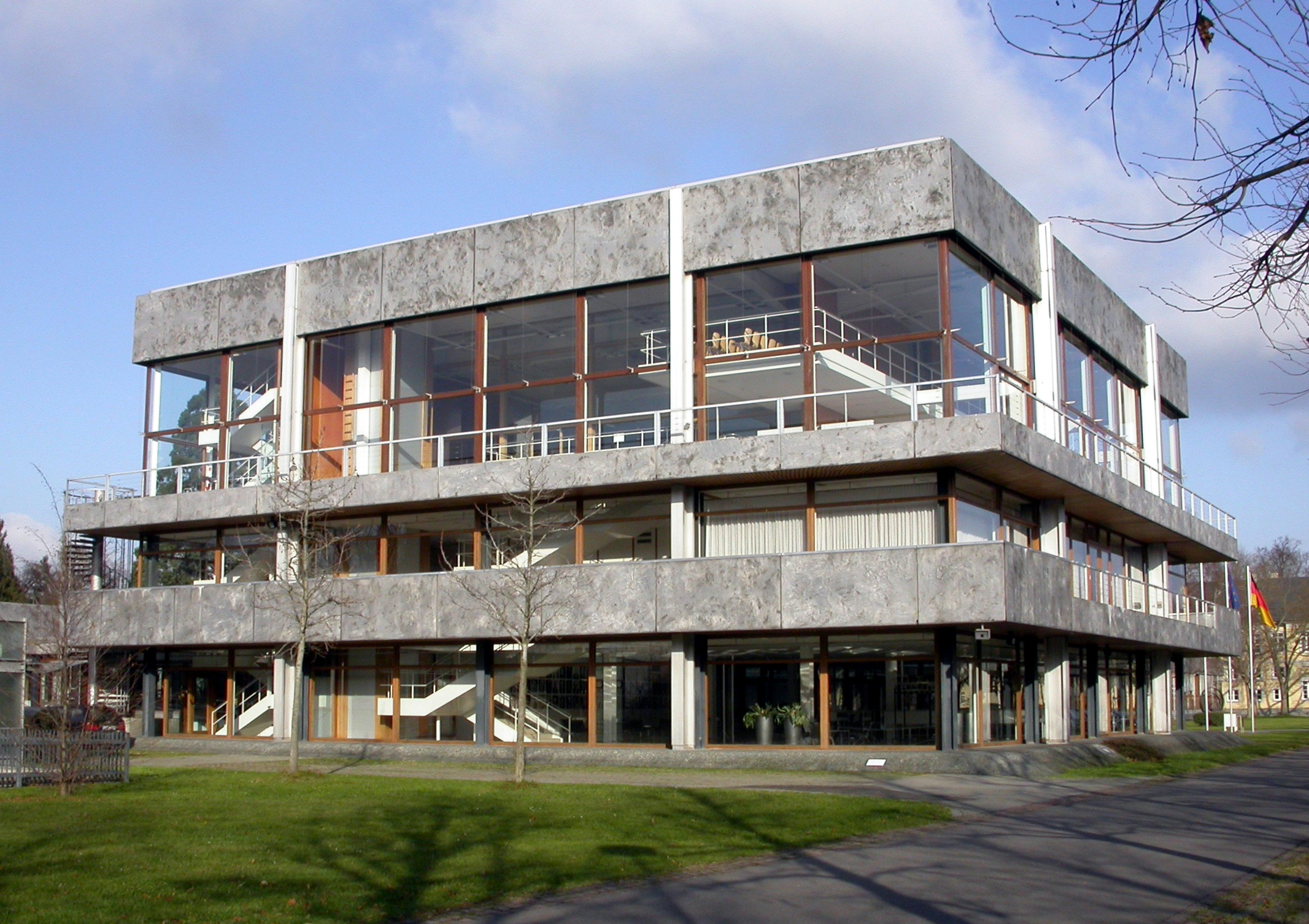
Förbundsförfattningsdomstolens byggnad i Karlsruhe

Tysklands författningsdomstol, officiellt Förbundsförfattningsdomstolen, förkortad BVerfG (tyska: Bundesverfassungsgericht), är en federal domstol grundad år 1951 som har till uppgift att aktivt tolka Tysklands grundlag.
Domstolen har sitt säte i Karlsruhe och dess ledamöter utses av ett utskott med representanter från både förbundsdagen och förbundsrådet. Mandatperioden ligger på 12 år. Domstolen har bland annat makten att förbjuda enskilda politiska partier.

## Historia
Institutioner i Tyskland med lagprövningsrätt har förekommit från och till i historien ända sedan år 1495 då den tysk-romerska Rikskammarrätten fick sådan befogenhet. I Weimarrepubliken hade Statsdomstolen för Tyska riket begränsad lagprövningsrätt men detta förekom inte i Nazityskland. I september 1951, två år efter att Västtysklands nya författning trätt i kraft, öppnades Förbundsförfattningsdomstolen av kansler Konrad Adenauer.
Mellan 1951 och 1990 hörde domstolen över 76 000 klagomål om brott mot författningen varav cirka 2,25% av fallen godkändes.